# Ровно (аэропорт)
Международный аэропорт Ровно (укр. Міжнародний аеропорт «Рівне»), (ИАТА: RWN, ИКАО: UKLR) — гражданский аэропорт Украины, находящийся у села Великая Омеляна в 4 километрах к юго-западу от Ровно. Объект был построен в 1944 году и начал работу год спустя.

## История
Военный аэродром был построен в 1944 году, летом следующего года объект начал работу с обеспечения перелётов звена самолётов По-2 авиаотряда ГВФ, который базировался во Львове. Данный отряд поддерживал авиасообщение с северными районами Ровенской области, обеспечивал их газетами, перевозил почту и другие грузы.
В 1950 году подразделение реорганизовано в 224-й авиаотряд Украинского Управления гражданского воздушного флота, в 1955 году — преобразовано в 94-й отряд ГВФ. В 1963 произошла очередная реорганизация, в результате которой три авиаотряда (94, 88 и 98-й) были объединены в 91-й авиаотряд УТУ ГВФ, эскадрильи которого базировались в Ровно, Луцке и Тернополе. В этой же году был построен новый аэровокзал.
В 1963 году 91-й авиаотряд реорганизован в Ровенский объединённый авиаотряд.
В начале 1980-х Ровно начинает принимать новый тип самолётов L-410.
1990—1994 годы — поиск путей создания национальной гражданской авиации Украины. Объединенные авиаотряды, как крупные производственные структуры решено вновь реструктурировать.
В 1992 году аэропорт получил, а в 2005 году подтвердил статус международного.
1993 год — на базе Ровенского авиаотряда создан Государственный международный аэропорт «Ровно» и городское Региональное отделение авиакомпании ЗАНГ.
В декабре 1994 года аэропорт и Ровенское отделение ЗАНГ объединяются и создают Ровенский государственное авиапредприятие «Универсал-Авиа».
1 октября 2001 года РДАП «Универсал-Авиа» было реорганизовано путем выделения из его состава Государственного предприятия «Международный аэропорт Ровно».

## Современный период

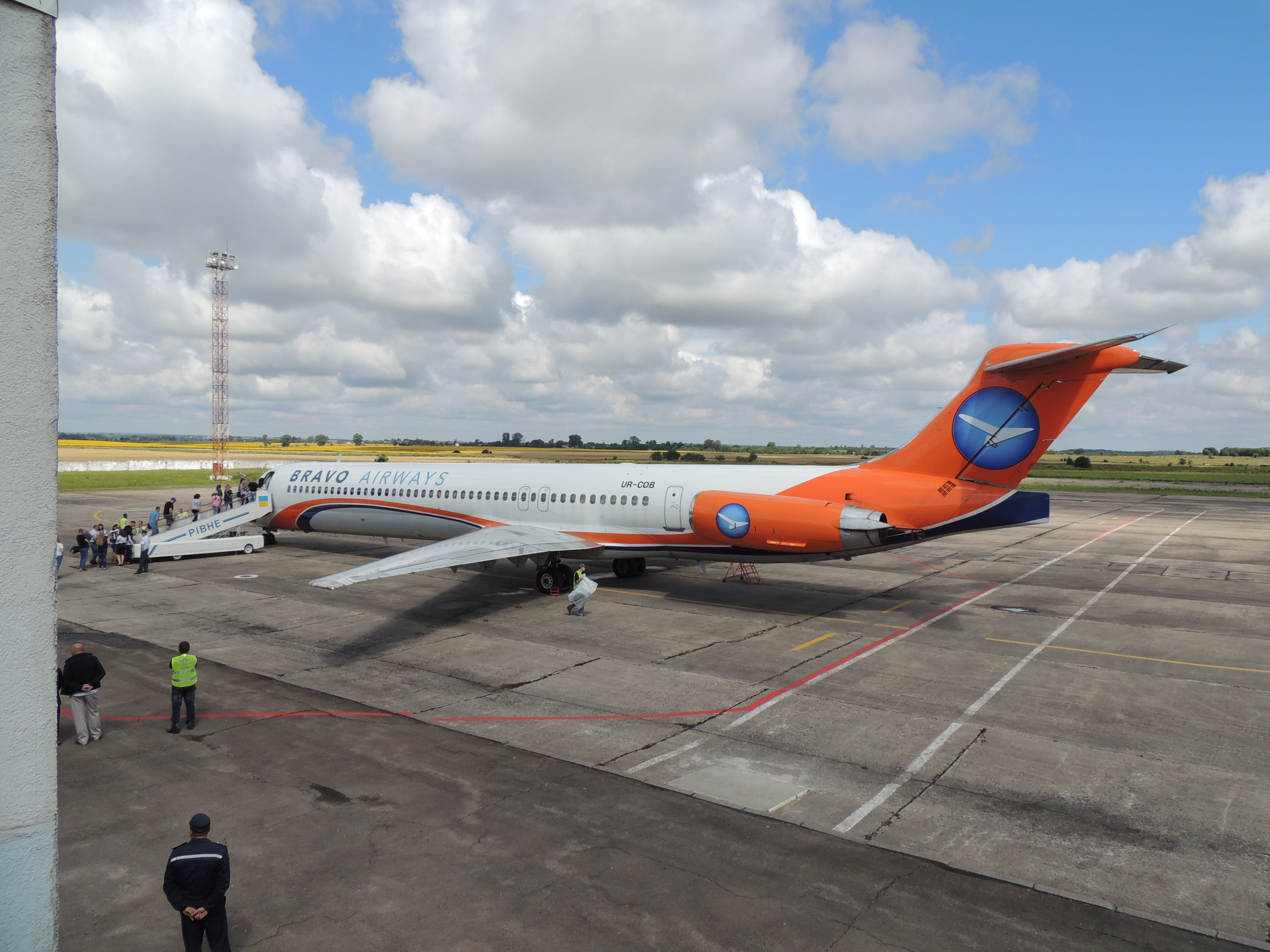
Рейс Ровно—Анталия

Интерьер аэропорта

По состоянию на 2016 год аэропорт объединяет работу 16 служб и отделов, обслуживающих пассажиров, грузовой транспорт, чартерные рейсы, кафе, автомобильный грузовой транспорт, оптовую торговлю топливом. На предприятии работает более 100 сотрудников.
10 июля 2016 года впервые за последние 10 лет выполнен международный пассажирский рейс по маршруту Ровно—Анталия. С этого времени авиакомпания Bravo Airways выполняет еженедельные воскресные рейсы по данному маршруту. Заказчиком чартерных рейсов является туроператор TPG. В 2016 году аэропорт Ровно обслужил 6997 пассажиров в то время как в предыдущем году — 394 пассажира. Рост пассажиропотока в аэропорту Ровно стало возможным благодаря запуску чартерных программ. В октябре 2016 года перевозчик запустил чартерные рейсы в Хургаду и Шарм-эль-Шейх.
По предварительной договоренности инвесторы готовы вложить 60 млн. ₴ в развитие аэропорта и погасить все его накопившиеся долги.
28 декабря 2018 года подписан договор о базировании трёх самолётов Ан-26, принадлежащих фирме «Элерон», с целью осуществления грузовых перевозок по Украине и за рубежом. В настоящее время аэропорт и перевозчик принимают меры для получения соответствующих лицензий.
Аэропорт планируется передать в концессию. Согласно проекту решения депутатов областного совета будет создана конкурсная комиссия для проведения конкурса по передаче в концессию, в состав которой будет входить 12 человек.